# Essere una donna
Essere una donna è un brano musicale scritto da Mogol, composto da Gigi D'Alessio ed interpretato dalla cantante italiana Anna Tatangelo, pubblicato, il 3 marzo 2006, come quarto singolo estratto dal suo secondo album in studio Ragazza di periferia.
Il brano, prodotto da Gigi D'Alessio e Adriano Pennino, viene presentato al Festival di Sanremo 2006.
La canzone viene inserita nella ristampa dell'album Ragazza di periferia.

## Sanremo ed il successo commerciale
Il brano riesce ad ottenere la prima posizione nella categoria "Donne" (era una delle tre categorie in cui vengono divisi i 18 cantanti nell'edizione di quell'anno della manifestazione), per poi piazzarsi in terza posizione nella classifica generale.
Essere una donna è inoltre il singolo di maggior successo nella carriera della Tatangelo. Il brano entrato nella top 20 della classifica FIMI il 9 marzo 2006, arriva alla quarta posizione la settimana seguente, e rimane nella top 20 per oltre due mesi.

## Video musicale
Il videoclip ufficiale del brano è stato diretto da Gaetano Morbioli.

## Tracce
CD
1. Essere una donna – 4:00 (testo: Mogol – musica: Gigi D'Alessio)

## Formazione
- Anna Tatangelo – voce
- Adriano Pennino – tastiere, direzione archi
- Michael Thompson – chitarre elettriche
- Maurizio Fiordiliso – chitarre acustiche
- Cesare Chiodo – basso
- Lele Melotti – batteria
- Jeremy Lubbock – scrittura archi
- Luca Velletri, Claudia Arvati, Rossella Ruini, Fabrizio Palma – cori

## Classifiche
| Classifica (2006) | Posizione massima |
| ----------------- | ----------------- |
| Italia            | 4                 |